# Grand Prix Belgie 2015
Grand Prix Belgie 2015 (oficiálně 2015 Formula 1 Shell Belgian Grand Prix) se jela na okruhu Circuit de Spa-Francorchamps ve Spa v Belgii dne 23. srpna 2015. Závod byl jedenáctým v pořadí v sezóně 2015 šampionátu Formule 1.

## Kvalifikace
| Poř.                       | No. | Jezdec           | Konstruktér             | Časy v kvalifikaci | Časy v kvalifikaci | Časy v kvalifikaci | Pořadí na startu |
| Poř.                       | No. | Jezdec           | Konstruktér             | Q1                 | Q2                 | Q3                 | Pořadí na startu |
| -------------------------- | --- | ---------------- | ----------------------- | ------------------ | ------------------ | ------------------ | ---------------- |
| 1                          | 44  | Lewis Hamilton   | Mercedes                | 1:48.908           | 1:48.024           | 1:47.197           | 1                |
| 2                          | 6   | Nico Rosberg     | Mercedes                | 1:48.923           | 1:47.955           | 1:47.655           | 2                |
| 3                          | 77  | Valtteri Bottas  | Williams-Mercedes       | 1:49.026           | 1:49.044           | 1:48.537           | 3                |
| 4                          | 8   | Romain Grosjean  | Lotus-Mercedes          | 1:49.353           | 1:48.981           | 1:48.561           | 9                |
| 5                          | 11  | Sergio Pérez     | Force India-Mercedes    | 1:49.006           | 1:48.792           | 1:48.599           | 4                |
| 6                          | 3   | Daniel Ricciardo | Red Bull Racing-Renault | 1:49.664           | 1:49.042           | 1:48.639           | 5                |
| 7                          | 19  | Felipe Massa     | Williams-Mercedes       | 1:49.688           | 1:48.806           | 1:48.685           | 6                |
| 8                          | 13  | Pastor Maldonado | Lotus-Mercedes          | 1:49.568           | 1:48.956           | 1:48.754           | 7                |
| 9                          | 5   | Sebastian Vettel | Ferrari                 | 1:49.264           | 1:48.761           | 1:48.825           | 8                |
| 10                         | 55  | Carlos Sainz Jr. | Toro Rosso-Renault      | 1:49.109           | 1:49.065           | 1:49.771           | 10               |
| 11                         | 27  | Nico Hülkenberg  | Force India-Mercedes    | 1:49.499           | 1:49.121           |                    | 11               |
| 12                         | 26  | Daniil Kvjat     | Red Bull Racing-Renault | 1:49.469           | 1:49.228           |                    | 12               |
| 13                         | 9   | Marcus Ericsson  | Sauber-Ferrari          | 1:49.523           | 1:49.586           |                    | 13               |
| 14                         | 7   | Kimi Räikkönen   | Ferrari                 | 1:49.288           | Bez času           |                    | 16               |
| 15                         | 33  | Max Verstappen   | Toro Rosso-Renault      | 1:49.831           | Bez času           |                    | 18               |
| 16                         | 12  | Felipe Nasr      | Sauber-Ferrari          | 1:49.952           |                    |                    | 14               |
| 17                         | 22  | Jenson Button    | McLaren-Honda           | 1:50.978           |                    |                    | 19               |
| 18                         | 14  | Fernando Alonso  | McLaren-Honda           | 1:51.420           |                    |                    | 20               |
| 19                         | 28  | Will Stevens     | MRT-Ferrari             | 1:52.948           |                    |                    | 15               |
| 20                         | 98  | Roberto Merhi    | MRT-Ferrari             | 1:53.099           |                    |                    | 17               |
| 107% času vítěze: 1:56.531 |     |                  |                         |                    |                    |                    |                  |
| Zdroj:                     |     |                  |                         |                    |                    |                    |                  |

Poznámky
1. 1 2  Romain Grosjean a Kimi Räikkönen obdrželi trest posunu o 5 míst vzad za neplánovanou výměnu převodovky.
2. ↑  Max Verstappen obdržel trest posunu o 6 míst vzad za překročení počtu povolených pohonných jednotek.
3. ↑  Jenson Button obdržel trest posunu o 50 míst vzad za překročení počtu povolených pohonných jednotek.
4. ↑  Fernando Alonso obdržel trest posunu o 50 míst vzad za překročení počtu povolených pohonných jednotek.

## Závod
| Poř.   | No. | Jezdec           | Konstruktér             | Počet kol | Čas/Odstoupení     | Pořadí na startu | Body |
| ------ | --- | ---------------- | ----------------------- | --------- | ------------------ | ---------------- | ---- |
| 1      | 44  | Lewis Hamilton   | Mercedes                | 43        | 1:23:40.387        | 1                | 25   |
| 2      | 6   | Nico Rosberg     | Mercedes                | 43        | +2.058             | 2                | 18   |
| 3      | 8   | Romain Grosjean  | Lotus-Mercedes          | 43        | +37.988            | 9                | 15   |
| 4      | 26  | Daniil Kvjat     | Red Bull Racing-Renault | 43        | +45.692            | 12               | 12   |
| 5      | 11  | Sergio Pérez     | Force India-Mercedes    | 43        | +53.997            | 4                | 10   |
| 6      | 19  | Felipe Massa     | Williams-Mercedes       | 43        | +55.283            | 6                | 8    |
| 7      | 7   | Kimi Räikkönen   | Ferrari                 | 43        | +55.703            | 16               | 6    |
| 8      | 33  | Max Verstappen   | Toro Rosso-Renault      | 43        | +56.076            | 18               | 4    |
| 9      | 77  | Valtteri Bottas  | Williams-Mercedes       | 43        | +1:01.040          | 3                | 2    |
| 10     | 9   | Marcus Ericsson  | Sauber-Ferrari          | 43        | +1:31.234          | 13               | 1    |
| 11     | 12  | Felipe Nasr      | Sauber-Ferrari          | 43        | +1:42.311          | 14               |      |
| 12     | 5   | Sebastian Vettel | Ferrari                 | 42        | Selhání pneumatiky | 8                |      |
| 13     | 14  | Fernando Alonso  | McLaren-Honda           | 42        | +1 kolo            | 20               |      |
| 14     | 22  | Jenson Button    | McLaren-Honda           | 42        | +1 kolo            | 19               |      |
| 15     | 98  | Roberto Merhi    | MRT-Ferrari             | 42        | +1 kolo            | 17               |      |
| 16     | 28  | Will Stevens     | MRT-Ferrari             | 42        | +1 kolo            | 15               |      |
| Ret    | 55  | Carlos Sainz Jr. | Toro Rosso-Renault      | 32        | Pohonná jednotka   | 10               |      |
| Ret    | 3   | Daniel Ricciardo | Red Bull Racing-Renault | 19        | Elektronika        | 5                |      |
| Ret    | 13  | Pastor Maldonado | Lotus-Mercedes          | 2         | Pohonná jednotka   | 7                |      |
| DNS    | 27  | Nico Hülkenberg  | Force India-Mercedes    | 0         | Pohonná jednotka   | —                |      |
| Zdroj: |     |                  |                         |           |                    |                  |      |

Poznámky
1. ↑  Sebastian Vettel odstoupil ze závodu, ale byl klasifikován, protože odjel více než 90 % délky závodu.

## Průběžné pořadí po závodě
Pohár jezdců
|   | Pořadí | Jezdec           | Body |
| - | ------ | ---------------- | ---- |
|   | 1      | Lewis Hamilton   | 227  |
|   | 2      | Nico Rosberg     | 199  |
|   | 3      | Sebastian Vettel | 160  |
| 1 | 4      | Kimi Räikkönen   | 82   |
| 1 | 5      | Felipe Massa     | 82   |

Pohár konstruktérů
|   | Pořadí | Konstruktér             | Body |
| - | ------ | ----------------------- | ---- |
|   | 1      | Mercedes                | 426  |
|   | 2      | Ferrari                 | 242  |
|   | 3      | Williams-Mercedes       | 161  |
|   | 4      | Red Bull Racing-Renault | 108  |
| 1 | 5      | Lotus-Mercedes          | 50   |